# 마이크로프린팅

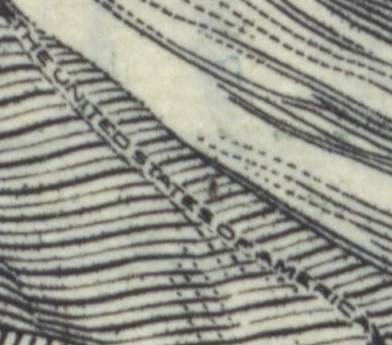
US$100 지폐에 포함된 마이크로프린트 클로즈업

마이크로프린팅(Microprinting) 또는 미세인쇄는 육안으로 읽기 위해 일반적으로 확대가 필요한 규모로 인쇄 매체에 인식 가능한 패턴이나 문자를 생성하는 것이다. 육안으로는 텍스트가 실선으로 나타날 수 있다. 복사, 이미지 스캐닝 또는 팬터그래프 방법으로 재현하려는 시도는 일반적으로 복제 방법이 그러한 규모의 패턴을 식별하고 재현할 수 없는 한 점선이나 실선으로 해석된다. 마이크로프린트는 광범위한 디지털 방식으로는 쉽게 복제할 수 없기 때문에 위조 방지 기술로 주로 사용된다.
마이크로사진이 마이크로프린트보다 앞서는 반면, 마이크로프린트는 1934년 앨버트 보니(Albert Boni)의 친구이자 작가이자 편집자였던 마누엘 콤로프(Manuel Komroff)로부터 영감을 받아 사진 확대와 관련된 실험을 보여주면서 크게 영향을 받았다. 보니는 사진을 확대하는 대신 축소할 수 있다면 이 기술을 통해 출판사와 도서관이 최소한의 자료 및 저장 공간 비용으로 훨씬 더 많은 양의 데이터에 액세스할 수 있을 것이라는 생각을 했다. 이후 10년 동안 보니는 35mm 마이크로필름을 사용하여 페이지를 촬영하고 오프셋 리소그래피를 사용하여 카드에 인쇄하는 마이크로 불투명 프로세스인 마이크로프린트를 개발하기 위해 노력했다. (미국 특허 2260551A, 미국 특허 2260552A) 이 프로세스를 통해 그가 복제한 일반 크기 출판물에서 100페이지의 텍스트를 저장한 6" x 9" 인덱스 카드가 생성되는 것으로 입증되었다. 보니는 이 기술을 생산하고 라이선스를 부여하기 위해 리덱스 마이크로프린트(Readex Microprint) 회사를 시작했다. 그는 또한 포토랩 인덱스(Photo-Lab Index)의 18번째 보충호에 게재된 사진 및 관련 주제 문학 가이드(1943)라는 기사를 출판했다.

## 같이 보기
- 마이크로도트
- 마이크로폼
- 포인트